# Sabadel-Lauzès
Sabadel-Lauzès település Franciaországban, Lot megyében. Lakosainak száma 91 fő (2022. január 1.). Sabadel-Lauzès Cabrerets, Lauzès, Lentillac-du-Causse, Les Pechs-du-Vers és Sénaillac-Lauzès községekkel határos.

## Népesség
A település népessége az elmúlt években az alábbi módon változott:
| Lakosok száma | 115  | 138  | 116  | 98   | 88   | 83   | 79   | 77   | 82   | 91   |
|               | 1968 | 1982 | 1990 | 2006 | 2013 | 2015 | 2017 | 2019 | 2020 | 2022 |